# Bombardement du chantier naval de Sébastopol
Le bombardement du chantier naval de Sébastopol est une attaque ukrainienne contre le chantier naval de Sébastopol lors la guerre russo-ukrainienne.

## Contexte
La France et le Royaume-Uni ont fourni à l'Ukraine des missiles de croisière Storm Shadow / SCALP,.

## Déroulement
Dans la nuit du 12 au 13 septembre 2023, le chantier naval est touché par une frappe de missiles SCALP-EG tirée par les forces armées ukrainiennes.

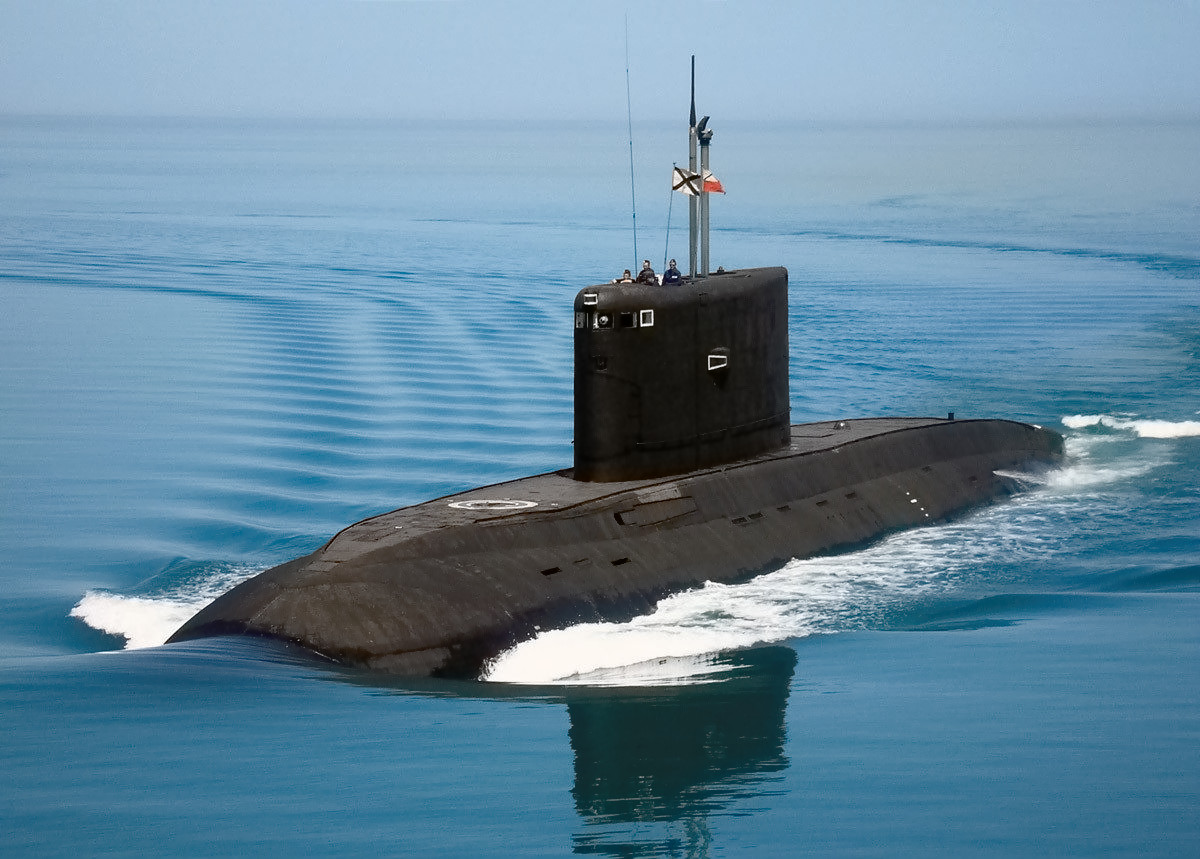
Le sous-marin Rostov-sur-le-Don en 2015

## Conséquences

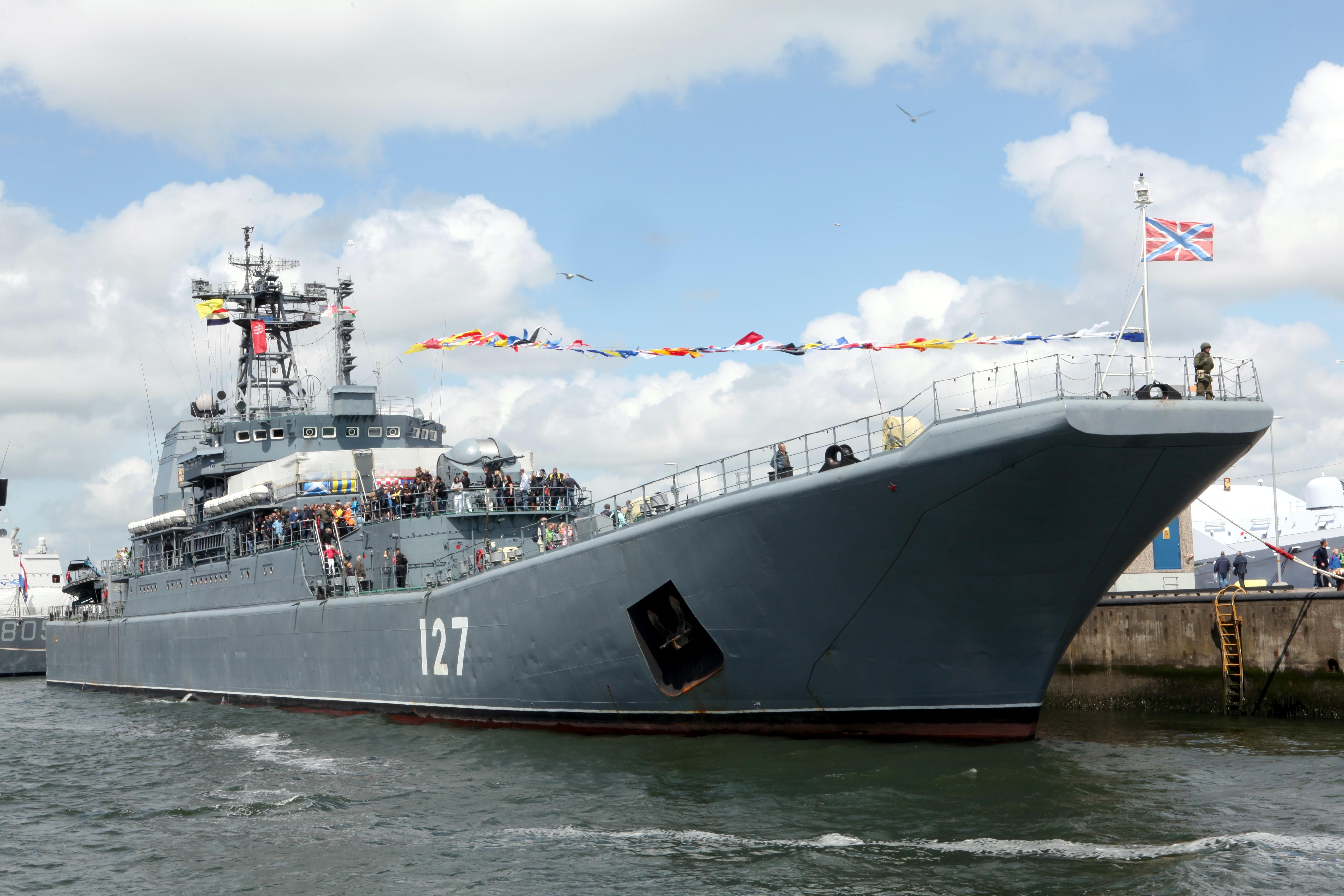
Le Minsk en 2011

À la suite de l'attaque, deux navires en cale sèche, le sous-marin B-237 Rostov-sur-le-Don et le navire de débarquement Minsk, sont gravement endommagés. D'après le gouverneur russe de Sébastopol, Mikhaïl Razvojaïev, l'attaque aurait blessé 24 personnes,,.